# Igbo
Gli igbo o ibo costituiscono uno dei più grandi gruppi etnici africani, per un totale di circa 38 milioni di persone nel 2024. In Nigeria rappresentano circa il 17% della popolazione, e sono presenti soprattutto negli stati confederati di Anambra, Abia, Imo, Ebonyi, Enugu, Delta e Rivers. Altri gruppi significativi si trovano in Camerun e Guinea Equatoriale. Le regioni tradizionalmente abitate dal popolo Igbo (specialmente con riferimento alla Nigeria) vengono talvolta chiamate Igboland (o Alaigbo in lingua igbo).
Parlano la lingua igbo, che in Nigeria è la lingua principale in città come Bonny, Port Harcourt, Onitsha, Agbor, Ikwo, Aba, Owerri, Enugu, Nnewi, Nsukka, Awka, Umuahia, Asaba e altre.

Posizione della popolazione Igbo (verde scuro)
in Nigeria (verde chiaro)

## Storia
L'organizzazione politica e sociale degli igbo, prima della colonizzazione europea, era basata su comunità semi-autonome. Con poche eccezioni (fra cui Onitsha, che aveva un re, e Nri e Arochukwu, che avevano re-sacerdoti), i villaggi igbo erano retti da un'assemblea di persone comuni. Questo tipo di organizzazione rappresenta un caso molto peculiare nel panorama dell'Africa occidentale, infatti lo si ritrova solo presso il popolo ewe del Ghana.
Gli igbo misuravano il tempo con un calendario in cui una settimana contava quattro giorni, un mese contava sette settimane e un anno contava tredici mesi. L'ultimo mese dell'anno aveva un giorno aggiuntivo (per un totale di 365 giorni l'anno). Avevano due sistemi matematici (chiamati okwe e mkpisi) e una forma di prestiti bancari chiamato isusu.
Nel 1870, le regioni abitate dagli igbo furono acquisite dall'Impero britannico. Le conseguenze della colonizzazione sulla cultura e la società igbo furono profondissime. In seguito ai contatti più frequenti con altri popoli nigeriani, gli igbo maturarono un senso di appartenenza etnica sempre più marcato. Abbracciarono in modo entusiastico il Cristianesimo e i modelli culturali occidentali. Il romanzo Il crollo dello scrittore Chinua Achebe testimonia di questa rapida evoluzione della cultura igbo nel periodo coloniale.
Nel 1966, accuse di brogli elettorali e un successivo colpo di Stato militare portarono la Nigeria in una situazione di crisi che sfociò nel tentativo di secessione di molte regioni igbo, autoproclamatesi Repubblica del Biafra. Il governo centrale nigeriano rispose dando inizio a una guerra civile che si concluse con la sconfitta del Biafra. La guerra divenne tristemente nota per le conseguenze dell'assedio posto dall'esercito nigeriano al Biafra, che causò la morte per fame di milioni di civili e fu da molte parti condannato come genocidio.
Le regioni igbo giunsero alla fine della guerra civile con gravissimi danni alle infrastrutture; la ricostruzione richiese quasi un ventennio, e fu finanziata principalmente con i proventi ricavati dall'estrazione del petrolio del delta del Niger. Diverse città igbo (per esempio Enugu, Onitsha e Owerri) versano ancora in gravi condizioni socioeconomiche. In seguito a queste difficoltà, molti igbo nigeriani sono emigrati verso città ricche come Lagos, Benin City e Abuja, o addirittura verso altre nazioni, come Togo, Ghana, ma anche Canada, Stati Uniti e Regno Unito, dando luogo a quella che viene talvolta definita diaspora igbo.

## Cultura
Il blues, secondo alcuni studiosi,  deriva dai lamenti degli schiavi igbo, detti anche calabars, delle due Caroline (Carolina del Nord e del Sud) e della Florida.
Hanno realizzato caratteristiche steli, costituiti da massi di basalto verdastro, dalla forma somigliante ai kudurru mesopotamici.
Durante le feste mbari vengono esibite statue di argilla raffiguranti gli antenati, dalla peculiarità del gusto del grossolano e del terrificante.
Un proverbio tradizionale è: "Ibos pend cor'a yo", ovvero "gli ibo si impiccano da soli".

## Igbo celebri

### Politica
- Michael Iheonukara Okpara - primo ministro della Nigeria Orientale
- Onulaaka Sam Mbakwe - leader rivoluzionario
- Nnamdi Azikiwe - primo presidente della Nigeria
- Johnson Aguiyi-Ironsi - presidente della Nigeria
- Orji Uzor Kalu - governatore di Abua
- Alex Ifeanyichukwu Ekwueme - vice presidente della Nigeria
- Nwafor Orizu - primo presidente indigeno del senato nigeriano
- Chuba Okadigbo - presidente del Senato nigeriano
- Jaja Wachuku - primo membro del parlamento nigeriano di lingua non inglese
- James Africanus Beale Horton - nazionalista e scienziato
- Chukwuemeka Odumegwu Ojukwu - primo presidente del Biafra
- P.N. Okeke-Ojiudu - politico e imprenditore
- Emeka Anyaoku - segretario generale del Commonwealth delle nazioni
- Ngozi Okonjo-Iweala - primo ministro della finanza di sesso femminile; ministro degli esteri; presidente della Banca Mondiale
- Chukwuma Nzeogwu - rivoluzionario
- G.O.P Obasi - segretario generale dell'Organizzazione meteorologica mondiale

### Arte e cultura

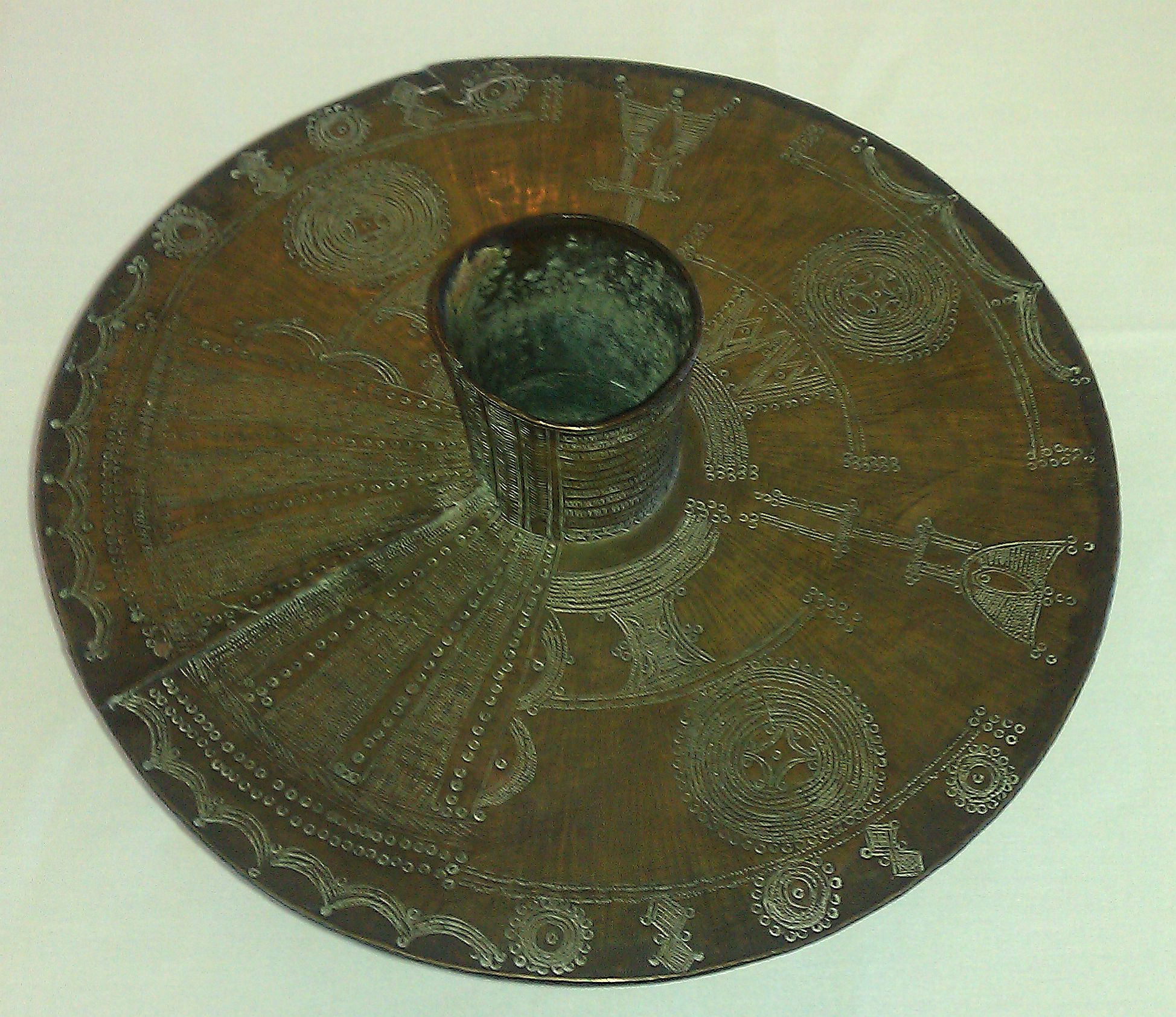

- Donatus Ibeakwadalam Nwoga - filosofo
- Chinua Achebe - scrittore
- Obianuju Catherine Acholonu - scrittore
- Adiele E. Afigbo - professore di storia
- Genevieve Nnaji - attrice di Nollywood
- Kenneth Onwuka Dike - storico
- Oluchi Onweagba - supermodel
- Chiwetel Ejiofor - attore di Hollywood
- Olaudah Equiano - scrittore
- Oby Kechere - attrice di Nollywood
- Megalyn Echikunwoke - attrice di Hollywood
- Chris Abani - scrittore vincitore del Premio della Fondazione Hemingway nel 2005
- Uzodinma Iweala - scrittore
- Benedict Chuka Enwonwu - artista
- Michael Okwu - corrispondente della CNN
- Adaora Udoji - corrispondente di International News
- Yaphet Kotto - attore di Hollywood
- Nnenna Agba - modella di America's Next Top Model
- Nkem Owoh - attore
- Chimamanda Ngozi Adichie - scrittrice
- Nnedi Okorafor - scrittore vincitore del Wole Soyinka Prize 2008
- P-Square - duo musicale rhythm'n'blues
- Christopher Okigbo - poeta
- Ruggedman - musicista rap
- Henry Ekwuruke - scrittore e presidente della Nnado Foundation
- Ugonna Wachuku - scrittore
- Uchenna Benneth Emenike - scrittore
- Marcellus Okenwa Udugbor - professore di diritto storia ed istituzioni dei paesi africani nonché di diritto musulmano nei paesi islamici all'Università Lateranense, Città del Vaticano

### Scienza e tecnologia
- Leo Stan Eke - informatico e amministratore delegato della Zinox
- Damian Anyanwu - inventore
- Cyprian Emeka Uzoh - scienziato, detentore di centinaia di brevetti negli Stati Uniti
- Augustine Njoku-Obi - sviluppatore del vaccino contro il colera
- Bartholomew Nnaji - robotista
- Peter Nwangwu - ricercatore nel campo farmacologico e imprenditore
- Philip Emeagwali - informatico e matematico, vincitore del Gordon Bell Prize per il supercomputing
- Augustine Esogbue - scienziato della NASA
- Cyril Agodi Onwumechili - medico
- Chike Obi - matematico
- Mike Onwuejeogwu - antropologo
- Emmanuel Chukwudi Orisakwe - informatico

### Religione
- Francis Arinze - prelato cattolico
- Cipriano Iwene Tansi sacerdote e monaco, beato della Chiesa cattolica.

### Sport
- John Amaechi - cestista
- Nnamdi Asomugha - giocatore di football americano
- Julius Obiefuma Chigbolu - saltatore in alto
- Brown Chukwudi - cestista
- Ike Diogu - cestista
- Andre Iguodala - cestista
- Ugo Ihemelu - calciatore
- Nwankwo Kanu - calciatore
- Nk Kecy- campionessa europea 100 mt.
- Ogonna Nnamani - pallavolista
- David Nwaba - cestista
- Simeon Nwankwo - calciatore
- Emeka Okafor - cestista
- Stefano Okaka - calciatore
- Austin "Jay-Jay" Okocha - calciatore
- Christian Okoye - giocatore di football americano
- Marilyn Okoro - mezzofondista
- Nedum Onuoha - calciatore
- Iffy Onuora - calciatore
- Oguchi Onyewu - calciatore
- Dick Tiger - pugile
- Osi Umenyiora - giocatore di football americano
- Patrick Chinazaekpere Dorgu - calciatore danese
- Carney Chukwuemeka - calciatore inglese

### Economia
- Chief Emeka Offor - amministratore delegato di Chrome Oil
- Sunny Odogwu - magnate delle assicurazioni
- Eloka Okocha - imprenditore
- Dennis Imoka - imprenditore
- Prince Charles Jiduwah - investitore
- Chief Christian Ohakwe- imprenditore
- Chief Augustine Ilodibe - imprenditore
- Chief Anny Okonkwor - imprenditore